# Амазулу
«Амазулу» (англ. AmaZulu Football Club) — южноафриканский футбольный клуб из Дурбана, основанный в 1932 году. Ранее носил название «Зулу Ройялс». Выступает в Премьер-лиге ЮАР. Домашние матчи проводит на стадионе «Мозес Мабида», вмещающем 70 000 зрителей.

## История
Со времен становления в 1985 году Национальной Футбольной Лиги (NSL Castle League) в качестве главного футбольного турнира для клубов ЮАР, «Амазулу» является типичным аутсайдером высшего эшелона Чемпионата ЮАР, в подавляющем большинстве случаев занимая места ниже 10-го и периодически покидая и вновь возвращаясь в стан сильнейших клубов ЮАР. Однако были и светлые страницы в истории клуба — так, в 1986 и 1993 годах клуб из Дурбана становился «бронзовым» призёром Национальной футбольной лиги (NSL Castle League), а в 1972 году «герои» стали победителями Национальной профессиональной футбольной лиги (NPSL Castle League), в которой в то время принимали участие исключительно «чёрные» команды. Несомненным успехом клуба является также и победа в Кубке Лиги в 1992 году, когда в финале со счётом 3:1 был повержен «Кайзер Чифс». Из последних успехов клуба можно отметить разве что восьмое место «Амазулу» в Премьер-лиге 2008/2009, что является наивысшим достижением команды за всю историю существования Премьер-лиги ЮАР (начиная с 1996 года).

## Трофеи
- Национальная Профессиональная Футбольная Лига
  - Чемпион (1): 1972

- Кока-Кола Кап
  - Чемпион (1): 1992